# Phuzamandla
Phuzamandla (em isiZulu "bebida de força") é um alimento tradicional da população negra da África do Sul. Trata-se de um pó feito com mealies e levedura, que é depois misturado com leite ou água até ficar espesso.